# Josef Serinek
Josef Serinek (chybně též Serynek) (25. února 1900 Bolevec, Rakousko-Uhersko – 14. června 1974 Svitavy, Československo) byl československý příslušník protinacistického odboje romské národnosti. Byl vězněn v koncentračním táboře Lety a za druhé světové války se stal partyzánským velitelem. Za války užíval krycí jméno Černý.

## Život
Narodil se roku 1900 v obci Bolevec na Plzeňsku. Po matce byl potomkem původních romských obyvatel českých zemí. Plynule hovořil česky, německy a jazykem sinti.
Za první světové války musel narukovat do armády, později se však připojil k německo-romské skupině dezertérů a skrýval se v Českém lese. Po válce byl amnestován a v košickém Státním ústavu pro opuštěnou mládež se vyučil zahradníkem. Další roky pracoval jako pomocný dělník v zemědělství. S Pavlínou Janečkovou založil rodinu a měli pět dětí. V době po německé okupaci Československa a vyhlášení protektorátu pracoval jako kočí na statku v Rohách na Plzeňsku.
Dne 3. srpna 1942 byl Josef Serinek, Pavlína Janečková a jejich pět dětí zatčeni protektorátními četníky a deportováni do koncentračního tábora Lety. Josef Serinek po měsíci a půl stráveném v táboře dne 15. září 1942 uprchl (útěku se účastnil i jeho vzdálenější příbuzný Karel Serinek a další dva vězni). Plánoval, že se později vrátí pro rodinu, byl však pronásledován četníky a následující rok se skrýval. Až po válce se Serinek dověděl, že jeho manželka a děti se staly oběťmi romského holokaustu – zahynuly zčásti v Letech a zčásti po transportu do koncentračního tábora Osvětimi-Birkenau.
Josef Serinek se rozhodl zapojit do odboje, s Karlem si v loveckých chatách opatřili zbraně, Karla zastřelil hajný u obce Ratiboř 19. dubna 1943. Josef Serinek postupně doputoval na Vysočinu, kde se dostal do kontaktu s odbojovou organizací Rada tří. Převážně z uprchlých sovětských zajatců Serinek vybudoval 30členný lesní partyzánský oddíl (celkem jím prošlo na 150 utečenců). Oddíl byl po válce nazýván někdy oddíl Čapajev. Oddíl operoval v síti zemljanek v Haklově lese u Veselí
, na Kutinách, u Daňkovic, Ubušínku, Věcova a Krásného.

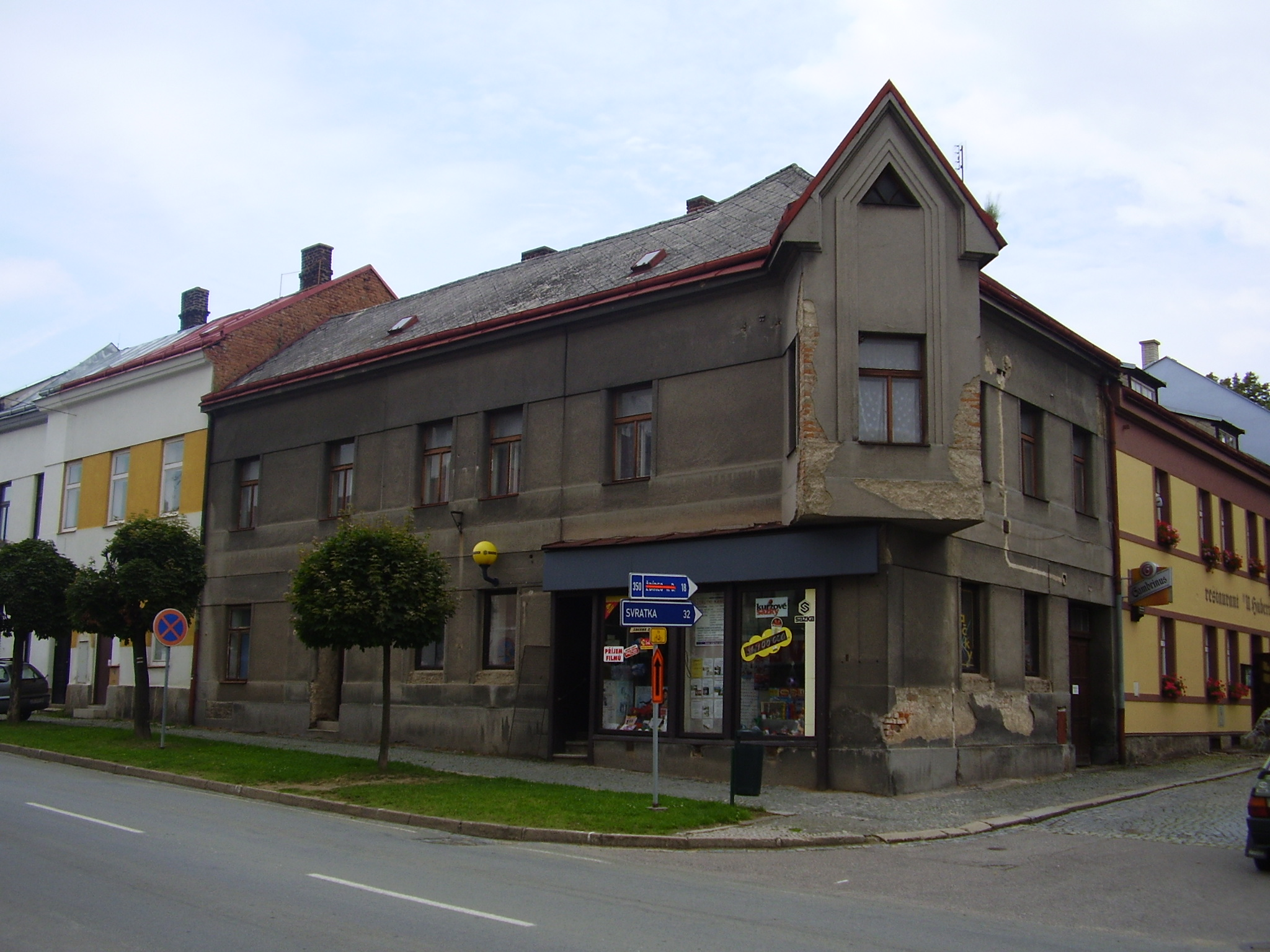
Dům rodiny Vokurků v Přibyslavi, kde byla za 2.sv.v. v patře v pronájmu četnická stanice. Ve sklepě byla provedena poprava četníků.

Mezi akce oddílu patří trestná výprava proti četníkům, kteří v říjnu 1944 zastřelili představitele Rady tří generála Vojtěcha Lužu. Serinkův oddíl přepadl četnickou stanici v Přibyslavi, pět četníků bylo zavřeno do sklepa, vyslechnuto a popraveno (na Lužově zabití se přímo podíleli pouze četníci Mečíř a Kunderka). Jeden přežil, neboť předstíral smrt. Serinkův oddíl se poté rozdělil a jeho členové posílili partyzánské oddíly Jermak a Dr. Miroslav Tyrš. Sám Serinek se účastnil osvobozování Bystřice nad Pernštejnem, když odzbrojil posádku vojenského lazaretu v tamní škole. Přestože se prokazatelně účastnil ozbrojeného boje, byl po válce vyznamenán pouze medailí Za zásluhy, která se udělovala za vojenské činy vykonané mimo boj. Zapojil se do přestřelky u Veselí u kopce zvaném Na Jedli, zde byl vážně zraněn jeden ruský partyzán Michael Šianov. Ten po válce podlehl zranění v SSSR.

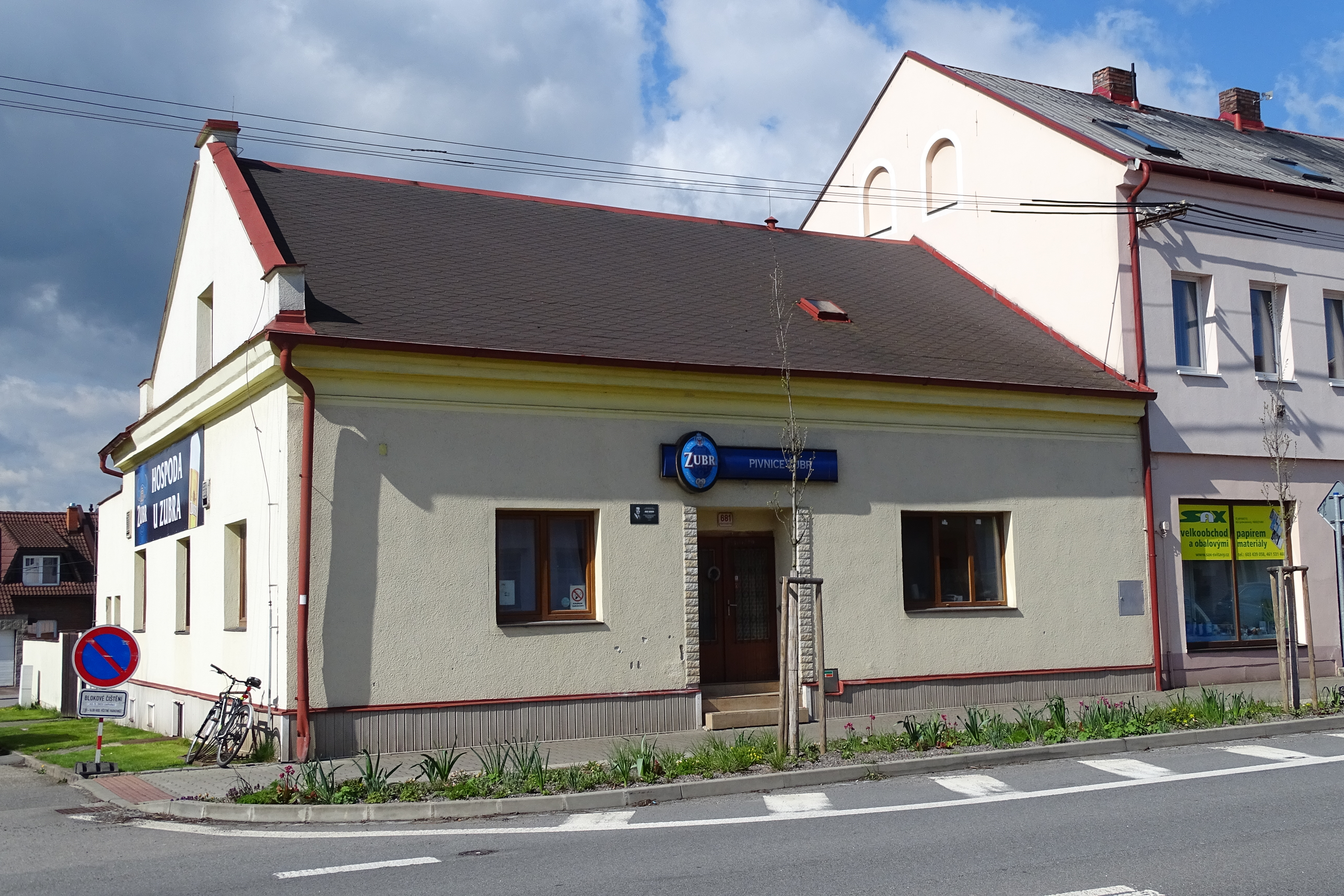
Svitavy hostinec " U partyzána"

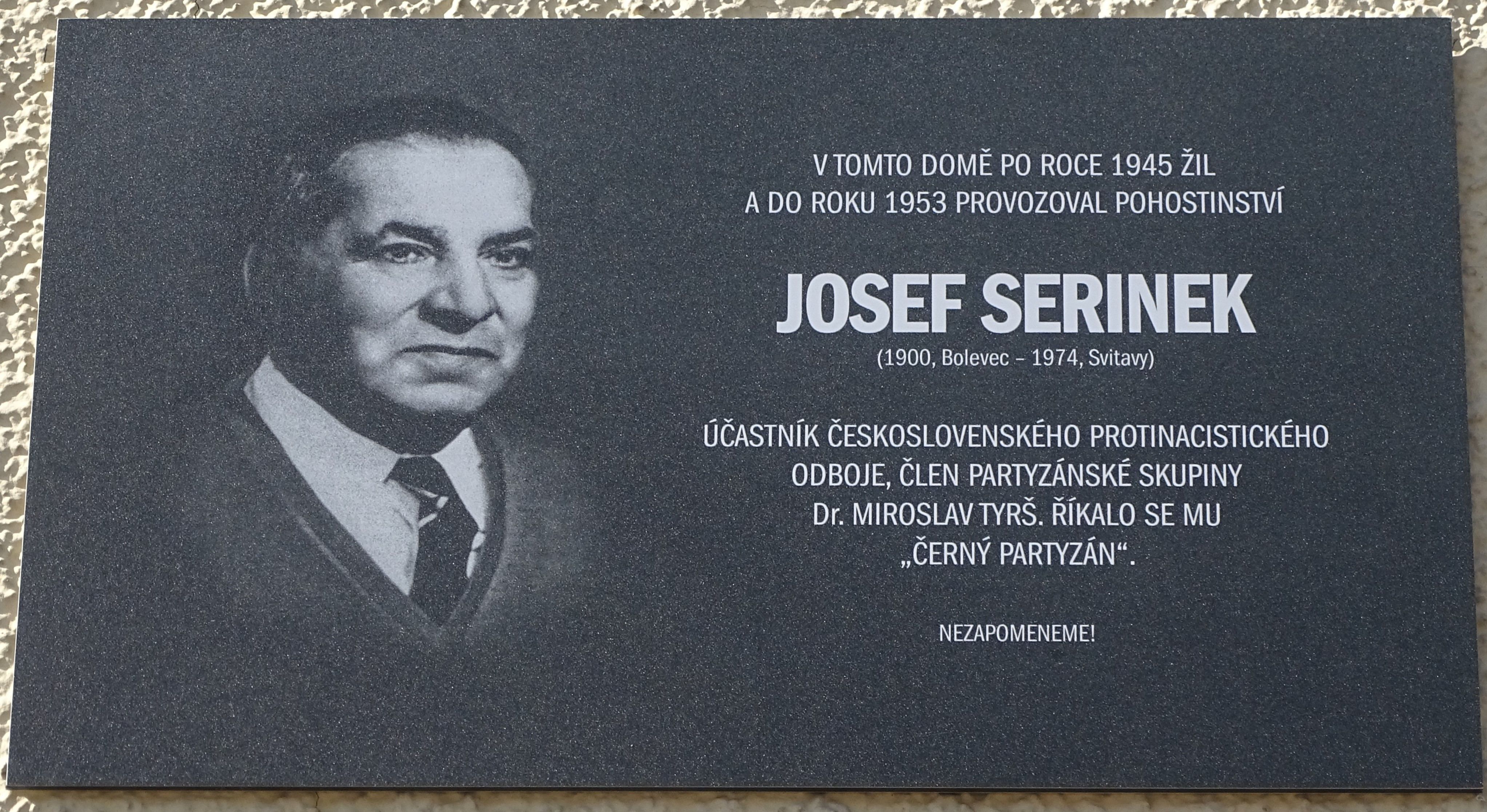
Pamětní deska Josefu Serinkovi ve Svitavách. Umístěna v roce 2021.

Po válce si Serinek otevřel hostinec „U partyzána“ ve Svitavách a založil novou rodinu. Po měnové reformě z roku 1953 hostinec zavřel a až do konce života pracoval jako skladník v cihelně.
V první polovině 60. let Serinek během osmnácti sezení nadiktoval své vzpomínky historiku Janu Tesařovi.

## Ocenění
- Československá medaile za zásluhy I. stupně
- Odznak Československého partyzána
- Medaile Za hrdinství in memoriam (2022)

## Památka na Josefa Serinka
Inicitiativa "Černý partyzán" si klade za cíl rozvíjet památku na život a působení Josefa Serinka, zvláště v kraji, kde za války rozvíjel odbojovou činnost s podporou místních obyvatel. Iniciativa vzniklá v roce 2010 z podnětu Ondřeje Lišky zasadila na počest Josefa Serinka v roce 2017 strom nedaleko obce Spělkov, aktu se zúčastnili vnuk Zdeněk Serinek, historik Jan Tesař, romský aktivista Čeněk Růžička, německý politik českého původu Milan Horáček a další. Strom byl později zničen neznámým pachatelem. Proto 27. října 2021 iniciativa vysadila ve spolupráci s Českobratrskou církví evangelickou nový strom, památnou lípu Josefa Serinka na zahradě evangelického kostela ve Sněžném a uspořádala pouť po místech spojených se Serinkovou odbojovou činností. Památku na Josefa Serinka dále spoluorganizoval evangelický farář pro menšiny Mikuláš Vymětal.